# Natálie Císařovská
Natálie Císařovská (* 3. März 1988 in Prag) ist eine tschechische Regisseurin, Dokumentarfilmerin und Drehbuchautorin.

## Leben
Císařovská ist die Enkelin des tschechischen Malers und Charta 77-Unterzeichners Josef Císařovský. Sie studierte Geschichte an der Philosophischen Fakultät der Karls-Universität sowie Dokumentarfilmregie an der Film- und Fernsehfakultät der Akademie der Musischen Künste. Císařovská widmet sich in ihren Dokumentarfilmen gesellschaftlichen Themen. 2020 drehte sie den Kurzfilm Francek über František Kupka, 2023 folgte ihr Spielfilmdebüt Její tělo über die tschechische Turmspringerin und Pornodarstellerin Andrea Absolonová. Sie arbeitet regelmäßig mit dem Tschechischen Fernsehen zusammen.

## Filmografie
- 2011: Lovci a sběrači
- 2011: Film jako Brno
- 2011: Džihád masem
- 2012: Loicu, vitej!
- 2013: Karel Lampa
- 2014: Hodina mezi psem a vlkem
- 2014: Jessica Horváthová
- 2018: Kolem Mileny Jesenské
- 2020: Francek
- 2023: Her Body (Originaltitel: Její tělo)